# Armée territoriale royale hongroise
Pour les articles homonymes, voir Armée territoriale.
L'Armée Territoriale Royale Hongroise (en hongrois: Magyar Királyi Honvédség ; en allemand: königlich ungarische Landwehr) ou Landwehr Royale Hongroise, communément appelée Honvéd, est l'une des trois composantes de l'armée de terre austro-hongroise qui exista de 1867 à 1918, date de la chute de l'empire.

## Histoire

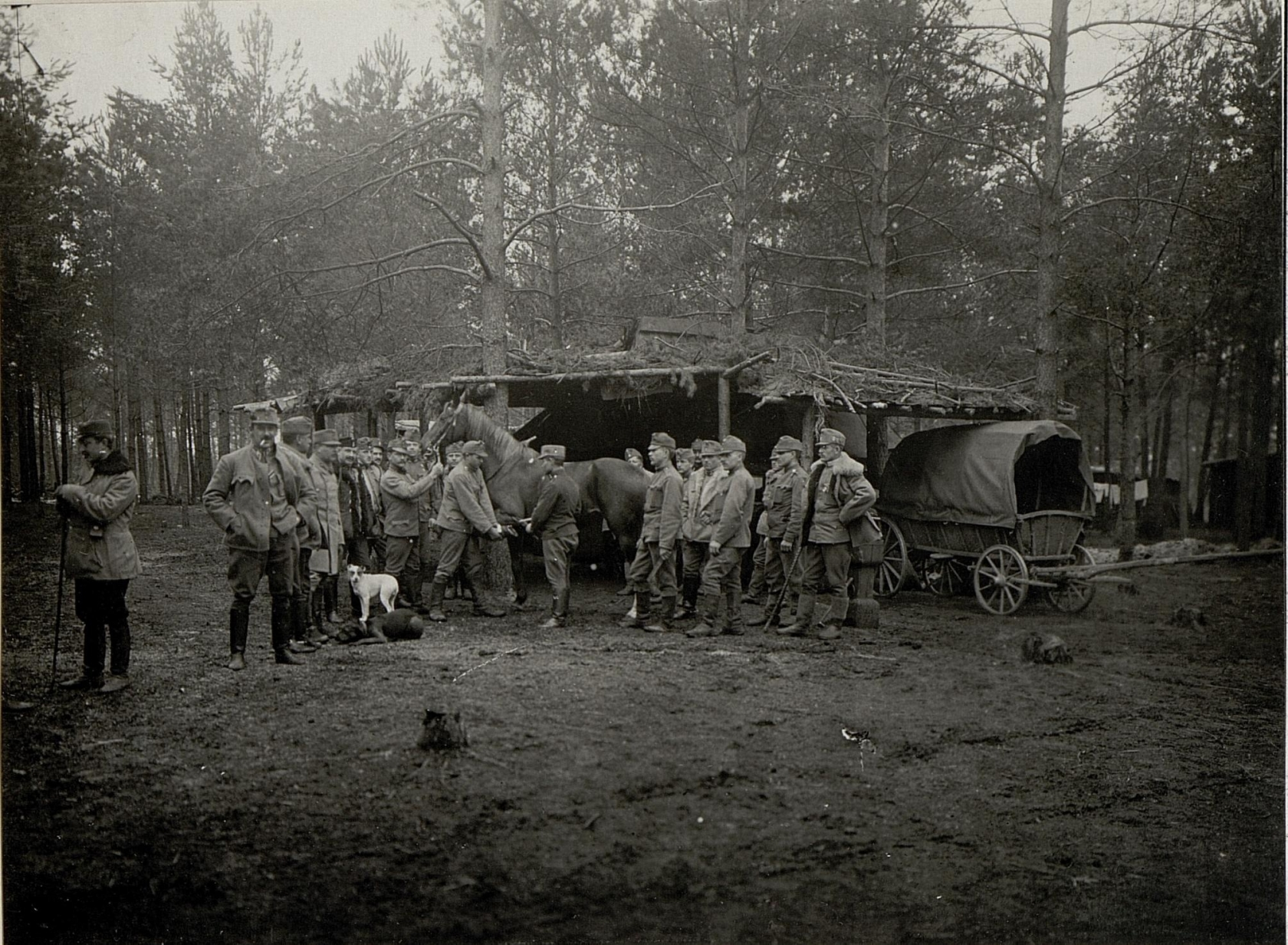
Soldats de la Honvéd en Galicie, v.1916

Le mot hongrois Honvéd signifie « défenseur de la patrie » et est apparu au cours de la Révolution hongroise de 1848. C'est le nom donné à cette époque aux volontaires engagés pendant plusieurs semaines ou a gyözelemig (« jusqu'à la victoire »).
Par la suite, un certain nombre de régiments impériaux réguliers passent au côté hongrois. Certains volontaires sont attachés à ces régiments existants et certains rejoignent de nouveaux régiments réguliers. Ainsi, le terme Honvéd est finalement utilisé pour désigner tous les membres des forces terrestres hongroises en 1848-1849. Cette armée fut finalement vaincue par l'Autriche avec l'aide de la Russie.
Avec le compromis austro-hongrois de 1867, une nouvelle armée tripartite est créée: la Landwehr des Pays de la Couronne de Saint-Étienne, dont le nom hongrois est Honvédség, littéralement « défense de la patrie ». Elle est, en pratique, une armée territoriale.
Un monument commémoratif à la Honvéd de 1848-1849 est inauguré à Budapest le 21 mai 1893. De 1919 à 1945, "Honvéd" fut le nom donné à l'Armée Royale Hongroise (Királyi Honvédség).
La Honvéd, ou Landwehr royale hongroise, se compose d'unités territoriales de la moitié hongroise de l'Empire, appelée Transleithania ou Pays de la Couronne de Saint-Étienne : actuelles Hongrie, Slovaquie (alors appelée Haute-Hongrie), Transylvanie, Banat, Serbie, Croatie, Slovénie et Burgenland.
Le terme Landwehr implique habituellement des unités à la capacité de combat limitée. Ce n'est pas le cas de la Honvéd hongroise qui, bien que faible en nombre - seulement trois bataillons par régiment d'infanterie au lieu des quatre habituels dans l'armée commune - se compose de troupes régulières aguerries .
La Honvéd royale hongroise est divisée en Honvéd magyare et en Honvéd croato-slavonne (en). Le compromis croato-hongrois de 1868 accorde aux Croates le droit d'introduire le croate comme langue de travail et de commandement au sein de leurs unités. En outre, les unités croato-slavonnes de la Honvéd étaient subordonnées au ban, résidant à Zagreb, et non au ministre de la Défense nationale à Budapest.
Les officiers hongrois de la Honvéd sont formés à l'Académie militaire royale hongroise Ludovika à Budapest.

## Composition au début de laPremière Guerre mondiale
- 6 districts de Landwehr royale hongroise: Budapest, Szeged, Kassa (Kaschau), Pozsony (Pressburg), Kolozsvár (Klausenburg) et Zagreb (Agram).
- 2 divisions d'infanterie
- 2 divisions de cavalerie
- 4 brigades d'infanterie
- 12 brigades d'infanterie indépendantes
- 4 brigades de cavalerie
- 32 régiments d'infanterie
- 10 régiments de hussards royaux hongrois
- 8 régiments d'artillerie de campagne
- 1 bataillon d'artillerie à cheval

Les régiments d'infanterie de la k.u. Landwehr sont composés de trois bataillons chacun.

## Galerie

Envers du drapeau de la Honvéd avec le monogramme de François-Joseph couronné de la couronne de saint Étienne
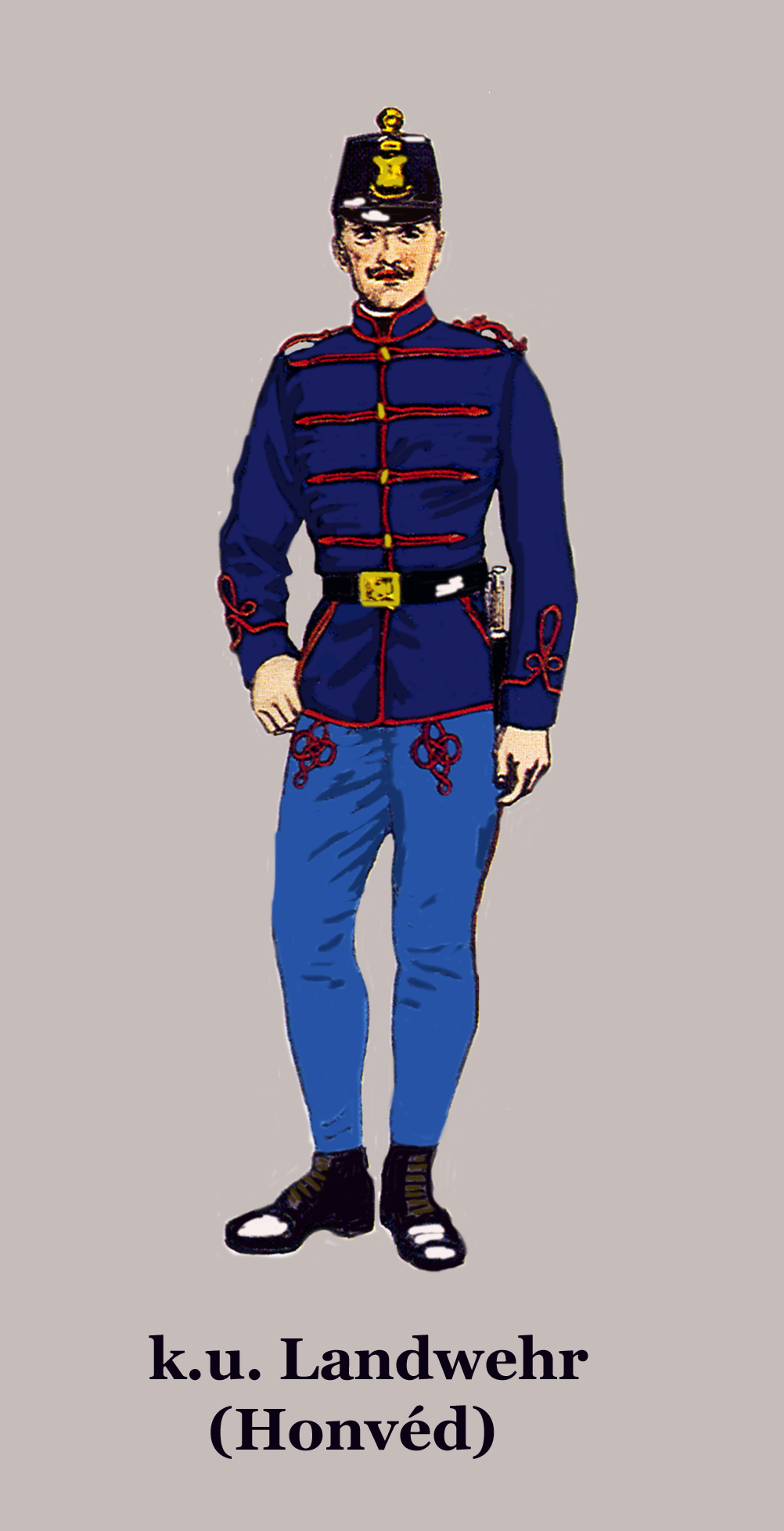
Soldat de la Honvéd hongroise en tenue de parade
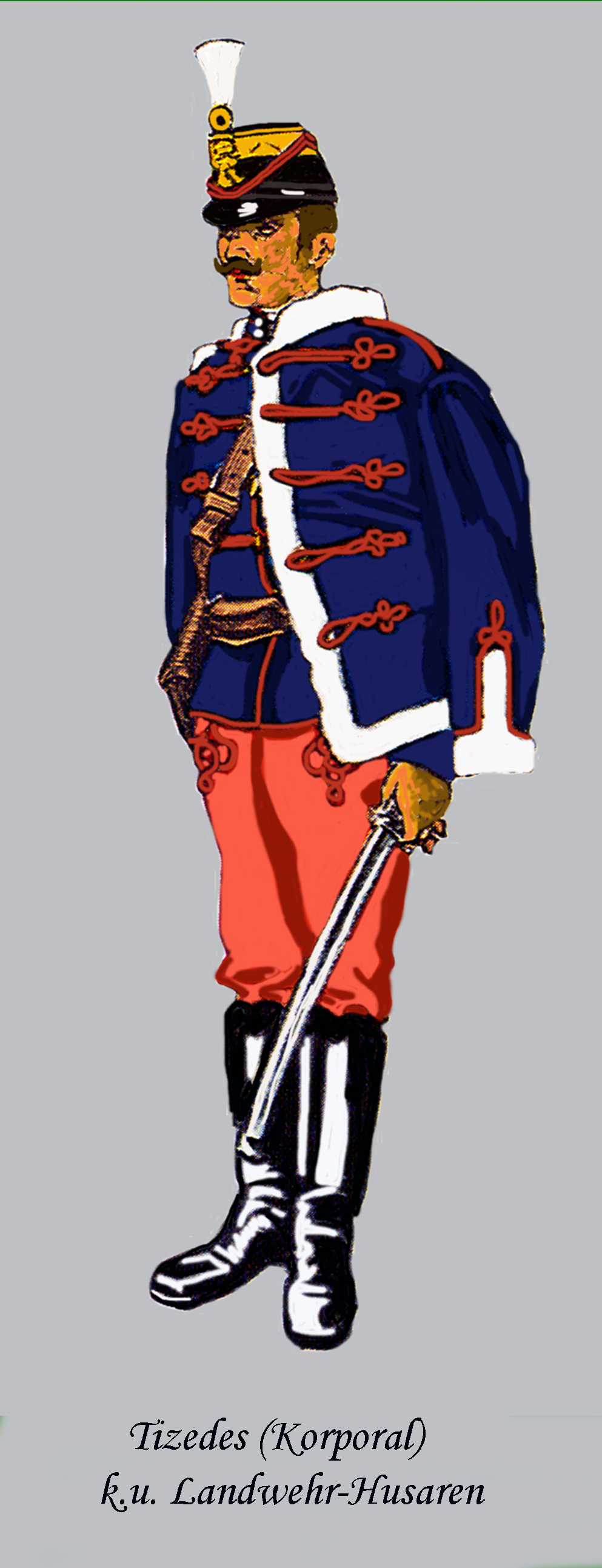
Caporal de hussard de la Honvéd hongroise, en tenue de parade